# Bridgman (krater)
Bridgman je lunarni udarni krater koji se nalazi na dalekoj strani Mjeseca. Leži na sjevernoj hemisferi, sjeverozapadno od kratera Kurčatov. Na zapad-jugozapadu je stara formacija Becquerel, a na istoku su krateri Pawsey i Wiener.
Istaknuti vanjski zid Bridgmana samo je donekle istrošen i zadržao je mnogo svojih izvornih detalja, uključujući tragove terasastih struktura i slegnuća. Obod nije sasvim okrugao, ima blago poligonalni izgled sa zaobljenim kutovima. Na južnom kraju vidljivo je izbočenje zida prema unutra. Unutarnji je pod općenito ravan, sa središnjim vrhom na sredini.

## Satelitski krateri
Prema konvenciji, te se značajke identificiraju na lunarnim kartama postavljanjem slova na onu stranu središnje točke kratera koja je najbliža Bridgmanu.
| Bridgman | Zemljopisna širina | Zemljopisna dužina | Promjer |
| -------- | ------------------ | ------------------ | ------- |
| C        | 46,7° N            | 140,2° E           | 35 km   |
| E        | 44,1° S            | 141,7° istočno     | 29 km   |
| F        | 44,0° N            | 141,2° E           | 51 km   |

## Vanjske poveznice
|  | Zajednički poslužitelj ima još gradiva o temi Bridgman (krater) |